# Diasemopsis siderata
Diasemopsis siderata är en tvåvingeart som beskrevs av Seguy 1955. Diasemopsis siderata ingår i släktet Diasemopsis och familjen Diopsidae.
Artens utbredningsområde är Elfenbenskusten. Inga underarter finns listade i Catalogue of Life.